# Phiale hieroglyphica
Phiale hieroglyphica là một loài nhện trong họ Salticidae.
Loài này thuộc chi Phiale. Phiale hieroglyphica được Frederick Octavius Pickard-Cambridge miêu tả năm 1901.